# Lysandra retrojuncta
Lysandra retrojuncta är en fjärilsart som beskrevs av Courvoisier 1912. Lysandra retrojuncta ingår i släktet Lysandra och familjen juvelvingar. Inga underarter finns listade i Catalogue of Life.